# Pedro Rendić
Pedro Rendić je čileanski povjesničar hrvatskog podrijetla. 
Pisao je o povijesti hrvatskog iseljeništva na sjeveru Čilea.